# Sonic Youth (EP)
Sonic Youth es el primer álbum de los neoyorkinos Sonic Youth grabada en 1981 y editada en el sello Neutral, propiedad de Gleen Branca, en 1982.
El disco fue reeditado en 2006 por Geffen, siéndole añadidas 8 canciones. 7 proceden de una actuación en directo del 18 de septiembre de 1981 mientras que la última es una grabación de estudio de una versión previa de I Dreamed I Dream, grabada en octubre de 1981.

## Formación
- Kim Gordon (Bajo)
- Thurston Moore (Voz y guitarra)
- Lee Ranaldo (Guitarra)
- Richard Edson (Batería)

## Lista de temas

### Edición original de 1982
1. "The Burning Spear" – 3:28
2. "I Dreamed I Dream" – 5:12
3. "She Is Not Alone" – 4:06
4. "I Don't Want to Push It" – 3:35
5. "The Good and the Bad" – 7:55

### Reedición de 2006
Las pistas 1 a 5 son las originales de la edición de 1982. Las pistas 6 a 12 son grabaciones en directo. La pista 13 es una versión prematura grabada en estudio.
1. "The Burning Spear" – 3:28
2. "I Dreamed I Dream" – 5:12
3. "She Is Not Alone" – 4:06
4. "I Don't Want to Push It" – 3:35
5. "The Good and the Bad" – 7:55
6. "Hard Work" (letra Gordon, voz Moore) – 3:19
7. "Where the Red Fern Grows" (letra Edson, voz Ranaldo) – 5:47
8. "The Burning Spear" – 3:23
9. "Cosmopolitan Girl" (letra/voz Gordon) – 3:35
10. "Loud and Soft" (letra/voz Ranaldo) – 6:48
11. "Destroyer" – 5:32
12. "She Is Not Alone" – 3:29
13. "Where the Red Fern Grows" – 6:45

- Datos: Q2343791